# Seal Rocks, östra Falklandsöarna
Seal Rocks är klippor i territoriet Falklandsöarna (Storbritannien). De ligger i den östra delen av landet, 11 km öster om huvudstaden Stanley. Seal Rocks ligger 2 meter över havet.
Terrängen runt Seal Rocks är platt.  Närmaste större samhälle är Stanley, 11,2 km väster om Seal Rocks. 